# Sérgio Alves
Sebastião Sérgio Alves, conhecido como Sérgio Alves ou Serginho, (Manaus, 19 de dezembro de 1988) é um praticante de luta-livre e jiu-jitsu brasileiro.
Começou a prática do jiu-jítsu aos 10 anos de idade, tendo contato mais tarde com a luta-livre, quando migrou para a modalidade.

## Principais títulos
- Campeão mundial de jiu-jítsu (Cbjjo 2013-2014)
- Vice-campeão mundial de jiu-jítsu profissional (2014)
- Campeão pan-americano de jiu-jitsu profissional (2013)[1]
- Campeão Copa Cidade de Manaus de Jiu-jítsu Pro (2013)